# Amanda, Ohio
Amanda är en ort i Fairfield County i delstaten Ohio, USA.